# Bitva u Grossbeeren
Bitva u Grossbeeren byla bitva napoleonských válek, ve které se střetla vojska francouzského maršála Oudinota, která z Napoleonova příkazu postupovala na Berlín, s prusko-švédskými silami pod velením generálporučíka Bülowa. Bitva se odehrála 23. srpna 1813 a skončila vítězstvím prusko-švédské armády, která tak zastavila francouzský postup na Berlín.

## Pozadí
V roce 1812 proběhlo pro Napoleona katastrofální ruské tažení a ruská armáda zahájila postup až za hranice své země. Brzy se k Rusku přidalo Prusko a později Švédsko a Anglie (pouze malá podpora). V květnu 1813 však spojená rusko-pruská vojska utrpěla porážku v bitvách u Lützenu a Budyšína. Následoval mír, po kterém Napoleon seskupil síly a dostal čerstvé posily z Francie, zatímco spojenci si napravovali morálku. Napoleon se snažil vyjednat delší mír na tzv. Pražském kongresu, který ale ani jedna ze stran nebrala vážně a tudíž bylo jasné, že po první fázi saského tažení, nadešla druhá fáze. Napoleon se rozhodl aktivně zaútočit hned po skončení příměří, zatímco spojenci měli v plánu ze začátku obrannou strategii, ale po vyčerpáni francouzských vojsk chtěli přejít do protiútoku. Napoleon se v rámci své strategie poté rozhodl vyslat armádu na Berlín, proti Severní armádě, jejíž části stojící před Berlínem velel pruský generálporučík Friedrich Wilhelm Bülow. Velením francouzské armády byl pověřen maršál Nicolas-Charles Oudinot, vévoda z Reggia, který sice byl udatný, ale vojenský rozum u něho nebyl už natolik dobrý. Pro dobytí Berlína dostal od Napoleona 3 sbory, 4.Reynierův, 7.Bertrandův, a svůj vlastní, 12. pěší sbor. K tomuto uskupení dostal ještě jako podporu jezdectvo Itala Arrighiho. Tato armáda byla oficiálně pojmenována Berlínská armáda.
Proti tomuto uskupení stál již zmíněný pruský generálporučík Friedrich Wilhelm Bülow, který velel části Severní armády, jež celá ale spadala pod velení bývalého Napoleonova maršála Bernadotta, který se stal díky Napoleonovi švédským králem, ale pak přešel na stranu spojenců. Pruský generálporučík měl přesilu mužů, ale o část byl oslaben, protože byla posláni dopředu jako předvoj, kterému velel generál Bogislav Emanuel Friedrich von Tauntzien.
Oudinot se vydal už 18. srpna 1813 na pochod z Baruthu směrem na západ k Luckenwalde, kde se měl setkat se dvěma divizemi generála Girarda, se kterými chtěl dál postupovat na Berlín, který měl společně s maršálem Davoutem (postupujícím ze severu) obsadit. 21. srpna dorazil se svými třemi sbory do prostoru Luckenwalde, odkud se vydal na hlavní město Pruska.

## První střetnutí
Po odchodu z Luckenwalde se Oudinot s Reynierem a Bertrandem dostali do bahnitého, hustě zalesněného území, a tudíž se musely rozdělit na tři oddělené skupiny, které svým tvarem připomínaly vějíř. Na pravém boku byl Bertrand se svým 7. sborem, uprostřed Reynier s 4. pěším sborem a italským jezdectvem, a pravý bok kryl sám Oudinot se svým 12. pěším sborem. Brzy došlo k prvnímu střetu, když Pacthodova divize (Oudinotův sbor) narazila na malé síly ve vesnici Trebbin. Díky malé pomoci Reyniera zprava se podařilo vesnici okamžitě dobýt.
Následující den, 22. srpna vytlačil Bertrand malý pruský oddíl ze vsi Juhnsdorf, načež Oudinot napsal Napoleonovi hlášení, že pravděpodobně již 24. srpna bude Berlín jeho a to bez boje. Ke své smůle ale netušil, že pár kilometrů před ním stojí většina Bernadottovy Severní armády. Bernadotte ale nechtěl Berlín bránit, což Oudinotovi hrálo do karet. Nakonec však Bernadotte kvůli naléhajícím pruským generálům zůstal na svojí pozici, takže proti Oudinotovým silám stála značná převaha. Nic netušící Oudinot 23. srpna zahájil v hustém dešti opět postup na západ. Rozdělení bylo opět stejné, Oudinot postupoval nalevo na vesnici Ahrensdorf s pomocí jezdectva generála Fourniera, uprostřed postupoval Reynier, který neměl prakticky žádné jezdectvo. Jeho úkolem bylo obsadit vesnici Grossbeeren. Nalevo postupoval Bertrand Na Blakenfelde, s jezdeckými brigádami generálů Defrancea a Beaumonta. Jediná záloha pro všechny uskupení byla Raglovichova divize s Jezdeckou brigádou generála Lorgeho.Podmínky pro boj byly špatné, hustě lilo, viditelnost byla mizivá a sbory se nemohly držet u sebe, tudíž se musely dorozumívat pomocí kurýrů, kteří ale v takovém počasí také nemohli odvést dobrou práci.

## Začátek bitvy
Jízdní hlídky Bertrandova sboru zjistily během postupu přes Juhnsdorfský hvozd přítomnost velkých pruských jednotek před vsí Blankefelde, kde zaujali postavení proti lesu. Těmto jednotkám velel generál Tauetzien, veterán tažení roku 1806, kde si vedl docela dobře, ale kvůli neschopnosti jiných velitelů Prusové tehdy rychle prohráli. Tauetzien díky svým jezdeckým hlídkám věděl, že se 4. sbor přibližuje, a měl proto dost času připravit se na jeho útok. Rozhodl se zaujmout pozici u mokřin blízko vesnice Grossbeeren. Jeho jednotky tvořily z větší části příslušníci Landwehru (dobrovolníci s minimálním výcvikem), kteří neuměli v zastavěném terénu moc dobře bojovat.
Kolem deváté hodiny se z hvozdu jako první vynořila italská divize pod vedením generála Fontanelliho. Během jedné hodiny se rozvinula a zhruba pár minut po desáté se vrhla čelně na pruská vojska, kromě šesti praporů, které se měly pokusit navázat dotek Reynierem, popř. provést obchvatný manévr. Čelní útok byl rychle zastaven palbou pruského dělostřelectva, které bylo samo ostřelováno zuřivě francouzským dělostřelectvem, to ale střílelo jen z několika málo děl, ostatní se totiž nemohla rozvinout. Po čtyřech hodinách dělostřelecké přestřelky a lidského masakru se Bertrand stáhl zpět do hvozdu a čekal na podporu od Reynierova 7. sboru. Tím by byl Tauentzien obklíčen zprava i z centra a musel by ustoupit.
Ve tři hodiny se 7 kilometrů od bojiště začal vynořovat Reynierův sbor, na čele s divizí saského generála Sahrera von Sahra, který brzy spatřil kostelík a větrný mlýn u Grossbeerenu a začal se pohybovat tím směrem, kde ho překvapil malý pruský oddíl majora von Sandratra, pálící po něm čtyřmi děly. Saský generál nezaváhal, rozvinul jednotky a zahájil palbu ze svých šestnácti děl. Zanedlouho mu patřila výšina i s větrným mlýnem, protože Prusové se urychleně vzdálili od hořící vsi Grossbeeren, kterou Sahrova děla zapálila.

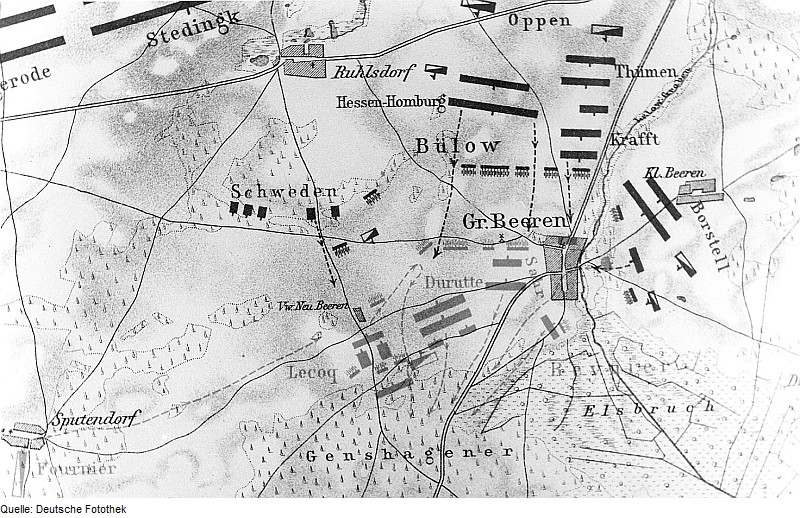
Plán bitvy

Mezi čtvrtou a pátou hodinou se ke vsi Grossbeeren přiblížily zbylé dvě divize Reynierova sboru, Durutteho a Lecoqova, čímž se osmnáctitisícový sbor stal kompletním. Reynier nechal uhasit plameny ve vsi a nařídil jednotkám, aby se utábořily. Mezi vsí a větrným mlýnem (pravé křídlo), se utábořila von Sahrova divize, na kopci vedle ní Durutteho a saská divize Lecoqua se utábořil na levém křídle, aby bránila nekrytý bok od vsi Neu Beeren. Štáb 7. sboru se bál, že někde poblíž je pruská armáda, a upozorňoval že sbor nemá krytý ani jeden bok jiným sborem. Reynier však všechny pochybnosti odmítal a prohlašoval, že pruská vojska se neobjeví. V tu chvíli vůbec netušil že 7 kilometrů severně od něj bojuje Bertrand bez pomoci, jelikož neslyšel zvuky děl.
Zatímco Reynier se utábořil u Grossbeeren a nechal Bertranda bez pomoci, tak generálporučík Bülow zvuk děl slyšel a okamžitě se vypravil na pomoc Tautenzienovi k Blankenfelde. Poslal svého pobočníka von Boyena k Bernadottovi se žádosti o podporu, který ji odsouhlasil. Když dorazil 3. pruský armádní sbor k Ruhlsdorfu, 4 kilometry od Blankenfelde, potkal tam malý oddíl majora Sandrarta, který se právě stáhl z Grossbeeren. Major informoval generálporučíka o situaci. Bülow okamžitě svolal válečnou radu, která rychle rozhodla o útoku na Grossbeeren. Sbor se otočil směrem k vesnici a vydal se vstříc 7. francouzskému sboru Reyniera.

## Následky
Bitva ukončila francouzský postup na Berlín a značně posílila bojového ducha Prusů.

## Zajímavosti
Po bitvě jeden pruský voják nazval tento střet Grossbeerenské slunce. Šlo ironickou parafrázi Slavkovského slunce, jež se brzy rozletěla Pruskem.
Účastník bitvy na francouzské straně generál Sahrer von Sahr byl potomek českých exulantů, patřících do rodu Žďárských ze Žďáru.